# Kundskabens træ
Kundskabens træ es una película de drama y coming-of-age danesa de 1981 sobre la mayoría de edad dirigido por Nils Malmros. La película detalla la vida de 17 compañeros de escuela adolescentes en la década de 1950 en Dinamarca. Al filmar en locaciones de la escuela secundaria a la que había asistido, Malmros tardó dos años en filmar la acción, por lo que los miembros del elenco reflejaron el desarrollo físico y emocional de la vida real de sus personajes.
A pesar de los elogios de la crítica, Kundskabens træ recibió solo dos premios: el Danish Film Critics Bodil Award por la cinematografía de Jan Weincke y el Audience Award en el Lübeck Nordic Film Festival. Kundskabens træ es una de las 100 mejores películas danesas enumeradas por el Danish Film Institute y es una de las diez películas incluidas en el canon cultural de Dinamarca por el Ministerio de Cultura danés.
La película se proyectó en la sección Un Certain Regard del Festival de Cine de Cannes de 1982 y fue seleccionada como la entrada danesa a la Mejor Película en Lengua Extranjera en la 55.ª edición de los Premios Óscar, pero no fue nominada.

## Reparto
| Actor                      | Función              |
| -------------------------- | -------------------- |
| Eva Gram Schjoldager       | Elin                 |
| Jan Johansen               | Niels-Ole            |
| Línea Arlien-Søborg        | Anne-Mette           |
| Marian Wendelbo            | Elisabeth            |
| Gitte Iben Andersen        | Lene                 |
| Brian Theibel              | Willy Bonde          |
| Erno Müller                | Profesor de clase    |
| Merete Volstedlund         | Anne-Mette madre     |
| Karin Flensborg            | La madre de Elin     |
| Knud Andreasen             | El padre de Elin     |
| Lone Elliot                | Maj-Britt            |
| Astrid Holm Nielsen        | Ina                  |
| Bo von der Lippe           | Jørn                 |
| Morten Nautrup             | Flemming             |
| Martin Lysholm Jepsen      | Helge                |
| Anders Ørgård              | Gert                 |
| Dan Rørmand Brøgger        | Torkild              |
| Lars Spang Kjeldsen        | Søren Roland         |
| Nikolaj Flensborg          | Kaj                  |
| Hanne Sørensen             | Mona                 |
| Anne-Mette Brinch Andersen | Gås                  |
| Anne-Mette Kjøller Warlo   | Joan                 |
| Malene Darre               | Loppe                |
| Lars Hjort Frederiksen     | Carsten              |
| Karen Møller               | Señora Andreasen     |
| Jørgen Nygaard             | Pastor               |
| Arne Ringgaard             | Profesor de baile    |
| Thorkild Tromholt          | Pianist              |
| Rikke Malmros              | Profesor de gimnasio |
| Uffe Bak                   | Profesor de gimnasio |
| Norma Nissen               | Señora Scheel        |
| Svend Schmidt-Nielsen      | Guardabosques        |
| Per Cortes                 | Profesor de música   |
| Birgit Rafman              |                      |
| Margit Due                 |                      |
| Cristiano Svendsen         |                      |
| Jeanette Hede              |                      |
| Jørg Bjerre Andersen       |                      |

## Producción
Cuando Nils Malmros llamó a Gitte Iben Andersen y le dijo que se había convertido en la elegida para interpretar a Lene, se dio cuenta de que también había una escena de desnudos. Por lo tanto, ella se negaba, pero sin embargo dijo que sí, cuando el director de la película agregó de forma leve que todas las demás chicas habían dicho que sí, sin saber que él había usado el mismo truco con las otras chicas.

## Recepción
El crítico de cine Roger Ebert del Chicago Sun-Times escribió: "Kundskabens træ es la película más auténtica y conmovedora que he visto sobre la experiencia de la pubertad... un acto creativo de memoria sobre cómo era exactamente tener 13 años". 1953".